# Copa Colsanitas 2024
Copa Colsanitas 2024, oficiálně Copa Colsanitas Zurich 2024, byl tenisový turnaj hraný na ženském profesionálním okruhu WTA Tour v usaquénském Country Clubu. Dvacátý šestý ročník Copa Colsanitas probíhal mezi 1. až 7. dubnem 2024 v kolumbijské metropoli Bogotě na antukových dvorcích. Jedná se o jedinou událost ročníku hranou v Jižní Americe.
Turnaj dotovaný 267 082 dolary patřil do kategorie WTA 250. Nejvýše nasazenou singlistkou se stala čtyřicátá druhá tenistka světa Marie Bouzková z Česka, která při bogotském debutu skončila jako poražená finalistka. 
Jako poslední přímá účastnice do dvouhry nastoupila, v době ukončení přihlášek, argentinská 118. hráčka žebříčku Julia Rierová. V důsledku invaze Ruska na Ukrajinu na konci února 2022 řídící organizace tenisu ATP, WTA a ITF s grandslamy rozhodly, že ruští a běloruští tenisté mohli dále na okruzích startovat, ale do odvolání nikoli pod vlajkami Ruska a Běloruska.
Druhý singlový titul na okruhu WTA Tour vyhrála 22letá Kolumbijka Camila Osoriová, jež navázala na bogotský triumf z roku 2021. Bodový zisk ji posunul o dvaadvacet příček výše, na 63. místo žebříčku. Čtyřhru ovládly Španělka Cristina Bucșová s Kamillou Rachimovovou, které odehrály první společný turnaj.

## Rozdělení bodů a finančních odměn

### Rozdělení bodů
| Soutěž  | Soutěž       | vítězky | finalistky | semifinalistky | čtvrtfinalistky | 16 v kole | 32 v kole | Q  | Q2 | Q1 |
| ------- | ------------ | ------- | ---------- | -------------- | --------------- | --------- | --------- | -- | -- | -- |
| dvouhra | [ 5 ] [ 10 ] | 250     | 163        | 98             | 54              | 30        | 1         | 18 | 12 | 1  |
| čtyřhra | [ 11 ]       | 250     | 163        | 98             | 54              | 1         | —         | —  | —  | —  |

### Finanční odměny
| Soutěž                                | Soutěž       | vítězky  | finalistky | semifinalistky | čtvrtfinalistky | 16 v kole | 32 v kole | Q2      | Q1      |
| ------------------------------------- | ------------ | -------- | ---------- | -------------- | --------------- | --------- | --------- | ------- | ------- |
| dvouhra                               | [ 5 ] [ 10 ] | 35 250 $ | 20 830 $   | 11 610 $       | 6 608 $         | 4 040 $   | 2 890 $   | 2 140 $ | 1 380 $ |
| čtyřhra                               | [ 11 ]       | 12 820 $ | 7 210 $    | 4 140 $        | 2 470 $         | 1 900 $   | —         | —       | —       |
| částky ve čtyřhře jsou uváděny na pár |              |          |            |                |                 |           |           |         |         |

## Ženská dvouhra

### Nasazení
| Stát                           | Hráčka                   | WTA | Nasazení |
| ------------------------------ | ------------------------ | --- | -------- |
| Česko                          | Marie Bouzková           | 39. | 1.       |
| Německo                        | Tatjana Mariová          | 48. | 2.       |
| Španělsko                      | Sara Sorribesová Tormová | 52. | 3.       |
| Španělsko                      | Cristina Bucșová         | 74. | 4.       |
| Argentina                      | Nadia Podoroská          | 78. | 5.       |
| Kolumbie                       | Camila Osoriová          | 90. | 6.       |
| Německo                        | Laura Siegemundová       | 91. | 7.       |
|                                | Kamilla Rachimovová      | 95. | 8.       |
| Žebříček WTA k 18. březnu 2024 |                          |     |          |

### Jiné formy účasti
Následující hráčky obdržely divokou kartu do hlavní soutěže:
- Mariana Higuitová
- Valentina Mediorrealová Ariasová
- Yuliana Monroyová[4]

Následující hráčky postoupily z kvalifikace:
- Nuria Brancacciová
- Iryna Šymanovičová
- Marina Stakusicová
- Anca Todoniová
- Jou Siao-ti
- Katarina Zavacká

### Odhlášení
před zahájením turnaje
- Erika Andrejevová → nahradila ji  Lucrezia Stefaniniová
- Bernarda Peraová → nahradila ji  Rebecca Marinová
- Diana Šnajderová → nahradila ji  Julija Starodubcevová
- Peyton Stearnsová → nahradila ji  Emiliana Arangová

## Ženská čtyřhra

### Nasazení
| Stát                                                                       | Hráčka              | Stát      | Hráčka                   | WTA  | Nasazení |
| -------------------------------------------------------------------------- | ------------------- | --------- | ------------------------ | ---- | -------- |
| Česko                                                                      | Marie Bouzková      | Španělsko | Sara Sorribesová Tormová | 45.  | 1.       |
| Gruzie                                                                     | Oxana Kalašnikovová | Polsko    | Katarzyna Piterová       | 117. | 2.       |
| Maďarsko                                                                   | Anna Bondárová      |           | Irina Chromačovová       | 119. | 3.       |
| Španělsko                                                                  | Cristina Bucșová    |           | Kamilla Rachimovová      | 166. | 4.       |
| Žebříček WTA k 18. březnu 2024; číslo je součtem umístění obou členek páru |                     |           |                          |      |          |

### Jiné formy účasti
Následující páry obdržely divokou kartu do hlavní soutěže:
- Emiliana Arangová /  María Paulina Pérezová
- Mariana Higuitová /  Valentina Mediorrealová Ariasová

Následující páry nastoupily z pozice náhradníka:
- Rebecca Marinová /  Carol Zhaová
- Jou Siao-ti /  Katarina Zavacká

### Odhlášení
před zahájením turnaje
- Naiktha Bainsová /  Fanny Stollárová → nahradily je  Rebecca Marinová /  Carol Zhaová
- Camila Osoriová /  Nadia Podoroská → nahradily je  Jou Siao-ti /  Katarina Zavacká

## Přehled finále

### Ženská dvouhra
- Camila Osoriová vs.  Marie Bouzková, 6–3, 7–6(7–5)

### Ženská čtyřhra
- Cristina Bucșová /   Kamilla Rachimovová vs.  Anna Bondárová /   Irina Chromačovová, 7–6(7–5), 3–6, [10–8]